# Euchlaenidia tolimata
Euchlaenidia tolimata là một loài bướm đêm thuộc phân họ Arctiinae, họ Erebidae.